# Viatcheslav Prokopovytch
Viatcheslav Kostiantynovytch Prokopovytch (en ukrainien : В'ячеслав Костянтинович Прокопович) né à Kiev le 10 avril 1881 et décédé le 7 juin 1942 à Bessancourt, est un homme d'État et historien ukrainien. Il fut un membre éminent du Parti ukrainien des socialistes fédéralistes (UPSF), ministre puis Premier ministre de la république populaire ukrainienne au sein du Directoire d'Ukraine.
Il fut membre du Parti radical démocratique ukrainien fondé à Kiev en 1905 puis, à la fin de la première guerre mondiale, il devint membre du Parti ukrainien des socialistes fédéralistes. En 1918 il occupa le poste de ministre de l'éducation au sein de la Rada Centrale sous le gouvernement de Vsevolod Holoubovytch. Le 26 mai 1920 Viatcheslav Prokopovytch devint premier ministre de la République populaire ukrainienne puis occupa ce même poste en exil.